# Общественный центр лесбиянок, геев, бисексуалов и транс-людей
Общественный центр лесбиянок, геев, бисексуалов и транс-людей (англ. Lesbian, Gay, Bisexual & Transgender Community Center) — некоммерческая организация, работающая с представителями ЛГБТ-сообщества Нью-Йорка и близлежащих населенных пунктов. Центр расположен в районе Вест-Виллидж, в Нижнем Манхэттене по адресу 13-я улица, 208. Здание центра, в котором ранее размещалась Высшая школа по торговле продуктами питания и морскими продуктами, ныне является памятником архитектуры.

## История
В декабре 1983 года Нью-йоркская комиссия по сметам утвердила продажу бывшей Высшей школы, специализировавшейся на торговле продуктами питания и морскими продуктами, расположенной по адресу Вест-Виллидж, 13-я улица 208, Общественному центру лесбиянок и геев за 1,5 миллиона долларов США. В первый год после открытия в центре регулярно собирались по шестьдесят ЛГБТ-групп; ныне их более трёхсот.
В учреждении действуют «Оздоровительный центр», «Департамент социального обеспечения взрослых», который помогает людям с диагнозом ВИЧ/СПИД, борется с злоупотреблением психоактивными веществами, занимается проблемами психического здоровья ЛГБТ, «Центр культурных программ», представляющий сообществу известных и начинающих художников, писателей и активистов, «Семейный центр» для семей ЛГБТ, программа «Социальное обеспечение молодёжи» для поддержки молодых членов ЛГБТ-сообщества.
Библиотека имени Пэт Паркер и Вито Руссо в Общественном центре носит имена людей, которые отстаивали интересы ЛГБТ в профессиональной и общественной жизни. Библиотека выдаёт книги на дом и сотрудничает с другими библиотеками города, спонсирует группы ежемесячного чтения, а также проведение литературных мероприятий, представляющих интерес для ЛГБТ-сообщества.
В 1985 году на территории Общественного центра временно действовала Средняя школа имени Харви Милка, открытая Институтом Гетрика-Мартина. Часть территории центра на постоянной основе арендует Коммутатор геев и лесбиянок Нью-Йорка — телефон доверия для ЛГБТ. В центре также находится католическая религиозная организация геев и лесбиянок «Достоинство».
Наличие конференц-зала в Общественном центре имело важное значение для развития ЛГБТ-движения в Нью-Йорке в 1980-х и начале 1990-х годов. Группы, которые затем распространились по всем США, такие как Коалиция для мобилизации ресурсов против СПИДа (ACT UP), Квир-нация, Лесбийские мстители и Союз геев и лесбиянок против диффамации (GLAAD) были основаны в центре.
В феврале 2011 года Общественный центр оказался втянутым в скандал из-за группы «Осаждённые», члены которой собиралась устроить вечеринку в здании центра 5 марта во время Недели израильского апартеида. Группа планировала тренинг активистов для сбора средств, чтобы арендовать другое судно для прорыва израильской блокады сектора Газы. Порнограф Майкл Лукас, еврей и гомосексуал, пригрозил бойкотировать мероприятие группы, назвав его антисемитским. Он заявил, что Израиль является единственной страной на Ближнем Востоке, где ЛГБТ не подвергаются преследованиям, в то время, как на палестинских территориях гомосексуальных людей преследуют и убивают. Общественный центр отменил вечеринку, заявив, что «Осаждённые» не были группой, связанной с ЛГБТ. В ответ «Осаждённые» организовали онлайн-петицию.
В мае 2011 года центр объявил, что позволит группе «Квиры против израильского апартеида» собраться в своём здании. Центр заявил, что «предоставляет пространство разным голосам в ЛГБТ-сообществе для участия в беседах на различные темы». В начале июня 2011 года Общественный центр ввёл «мораторий» на аренду площадей для «групп, которые организуются вокруг израильско-палестинского конфликта».

## Услуги и группы
Каждую неделю Общественный центр посещают около 6000 человек. Более 300 групп анонимных алкоголиков, анонимных наркоманов и групп по программе двенадцати шагов встречаются в здании центра. Характер этих групп варьируется от политических организаций активистов до общественных клубов. В центре также часто проводятся выступления, перфомансы, семинары и коммерческие информационные сессии.
Подразделение центра по охране психического здоровья и социального обеспечения также спонсирует группы поддержки, ориентированные на каминг-аут, проблемы трансгендерных людей, тяжелую утрату и другие темы, волнующие ЛГБТ-сообщество.
В центре также находится Молодёжный центр (ранее называвшийся Y.E.S.), который обеспечивает поддержку для ЛГБТ и дружественной к ЛГБТ молодежи. Такие программы, как дискуссионная группа для юношей и девушек, группа по изучению пола, сеть безопасных школ, ежегодный летний лагерь и различные группы поддержки доступны для молодежи бесплатно.